# Illinichernes distinctus
Illinichernes distinctus es una especie de arácnido  del orden Pseudoscorpionida de la familia Chernetidae.

## Distribución geográfica
Se encuentra en el centro de Estados Unidos.